# Izmajlovskaja (stanice metra v Moskvě)

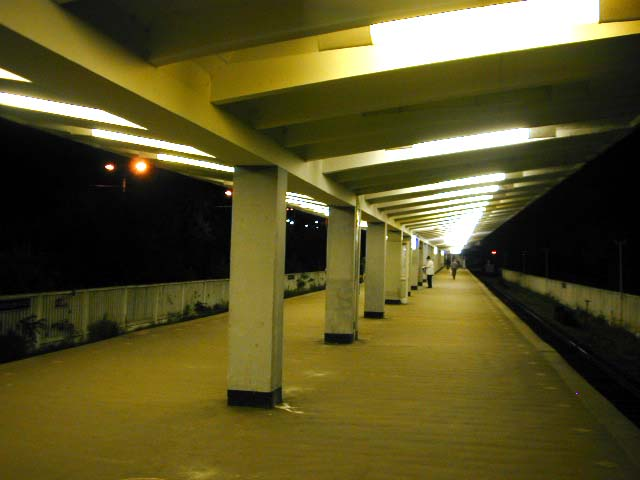
Nástupiště stanice v noci

Izmajlovskaja (rusky Измайловская) je stanice moskevského metra.

## Charakter stanice
Izmajlovskaja je povrchová stanice, nacházející se na Arbatsko-Pokrovské lince, v její východní části (je třetí od konce). Spolu se stanicí Vychino patří k jediným dvěma povrchovým, vybudovanými mimo Filjovskou linku. Přestože stanice podobného typu v ruské metropoli poškozují prudké výkyvy teplot během roku, i velmi nepříznivé počasí, v 50. a 60. letech byly stavěny v relativně velkém počtu ve snaze snížit stavební náklady; ražba tunelů je několikanásobně náročnější než stavba povrchového úseku.
Izmajlovskou tvoří ostrovní nástupiště, které je kryté střechou podpíranou jednou řadou sloupů. Z východního konce nástupiště vedou eskalátory do proskleného vestibulu umístěného nad úrovní stanice na mostě který přechází trať metra. Na druhém, západním konci vychází výstup do podchodu, který se rovněž napojuje na přilehlé ulice.
Stanice byla postavena roku 1961 jako součást úseku Partizanskaja – Pervomajskaja, jejím účelem bylo nahradit nedalekou a zrušenou původní Pervomajskou. Současná stanice Izmajlovskaja spojuje Izmailovský park se zbytkem města.